# Mbaye Jacques Ndiaye
Mbaye Jacques Ndiaye (Rufisque, 10 ottobre 2003) è un calciatore senegalese, attaccante del Motor Lublino.

## Carriera
Cresciuto nel settore giovanile del Teungueth, ha trascorso alcuni anni in prima squadra dove ha giocato in Ligue 1 senegalese nel 2020 e tra il 2022 ed il 2023 (con in mezzo due anni in prestito al Keur Madior). Il 30 gennaio 2024 è stato acquistato dal Motor Lublino, club della seconda divisione polacca, ed il 28 febbraio ha debuttato con la sua nuova maglia nell'incontro di I liga vinto 2-1 contro il Podbeskidzie; ha poi segnato il suo primo gol europeo il 10 maggio seguente nella partita pareggiata 3-3 contro il Znicz Pruszków
Rimane in rosa anche nella stagione 2024-2025, disputata in prima divisione a seguito della promozione conquistata nell'annata precedente.

## Statistiche

### Presenze e reti nei club
Statistiche aggiornate al 2 aprile 2025.
| Stagione        | Squadra         | Campionato      | Campionato | Campionato | Coppe nazionali | Coppe nazionali | Coppe nazionali | Coppe continentali | Coppe continentali | Coppe continentali | Altre coppe | Altre coppe | Altre coppe | Totale | Totale | Totale |
| Stagione        | Squadra         | Comp            | Pres       | Reti       | Comp            | Pres            | Reti            | Comp               | Pres               | Reti               | Comp        | Pres        | Reti        | Pres   | Reti   |        |
| --------------- | --------------- | --------------- | ---------- | ---------- | --------------- | --------------- | --------------- | ------------------ | ------------------ | ------------------ | ----------- | ----------- | ----------- | ------ | ------ | ------ |
| gen.-giu. 2024  | Motor Lublino   | 1L              | 9          | 2          | CP              | 0               | 0               | -                  | -                  | -                  | -           | -           | -           | 9      | 2      |        |
| 2024-2025       | Motor Lublino   | EK              | 25         | 3          | CP              | 1               | 0               | -                  | -                  | -                  | -           | -           | -           | 26     | 3      |        |
| Totale carriera | Totale carriera | Totale carriera | 34         | 5          |                 | 1               | 0               |                    | -                  | -                  |             | -           | -           | 35     | 5      |        |